# Левшин, Александр Константинович
Алекса́ндр Константи́нович Левшин (1927, с. Корнеевка, Самарская губерния, СССР — 14 февраля 1978, пос. Чистопольский, Краснопартизанский район, Саратовская область, СССР) — бригадир совхоза «Красное знамя» Краснопартизанского района Саратовской области, Герой Социалистического Труда (1966).

## Биография
Родился в 1927 году в с. Корнеевка Самарской губернии (ныне в Краснопартизанском районе Саратовская область) в крестьянской семье. По национальности русский.
Работать начал в 1941 году, был колхозником колхоза «Комсомолец», окончил курсы механизаторов, трудился трактористом Рукопольской машинно-тракторной станции (МТС). Был призван в армию, после демобилизации работал в совхозе «Красное знамя» (посёлок Чистопольский) Краснопартизанского района Саратовской области.
В 1954 году уехал осваивать целину, в 1959 году стал бригадиром тракторно-полеводческой бригады, которая с 1962 года собирала урожай зерновых с гектара на 4-5 центнеров больше, чем в среднем по совхозу. За последние 4 года (1962-1965) 7-й семилетки бригада собрала 157 615 центнеров зерна, перевыполнив план в 1,5 раза. С 1965 года работал управляющим 3-м отделением совхоза «Красное знамя».
Указом Президиума Верховного Совета СССР от 23 июня 1966 года «за успехи, достигнутые в увеличении производства и заготовок пшеницы, ржи, гречихи, риса, других зерновых и кормовых культур и высокопроизводительном использовании техники» удостоен звания Героя Социалистического Труда с вручением ордена Ленина и золотой медали «Серп и Молот».
Был избран членом райкома КПСС. Жил в посёлке Чистопольский, где умер 14 февраля 1978 года.
Награждён орденом Ленина (23.06.1966), медалями, а также серебряной медалью ВДНХ СССР (1962).